# Melitaea catapelia
Melitaea catapelia är en fjärilsart som beskrevs av Otto Staudinger 1886. Melitaea catapelia ingår i släktet Melitaea och familjen praktfjärilar. Inga underarter finns listade i Catalogue of Life.